# Балагер
Балагер (фр. Balaguères) насеље је и општина у јужној Француској у региону Миди Пирене, у департману Арјеж која припада префектури Сен Жирон.
По подацима из 2011. године у општини је живело 199 становника, а густина насељености је износила 11,15 становника/km². Општина се простире на површини од 17,84 km². Налази се на средњој надморској висини од 475 метара (максималној 1.253 m, а минималној 467 m).

## Демографија
| 1962. | 1968. | 1975. | 1982. | 1990. | 1999. | 2011. |
| ----- | ----- | ----- | ----- | ----- | ----- | ----- |
| 314   | 314   | 267   | 223   | 209   | 192   | 199   |

График промене броја становника у току последњих година